# Зграда старе болнице у Панчеву
Зграда старе болнице у Панчеву грађена је у периоду од 1830. до 1836. године је 1875. године, у време када је донет први урбанистички план Панчева и представља непокретно културно добро као споменик културе.
Све до укидања Војне границе, 1872. године, болница је била војног карактера пошто је превасходно подигнута за потребе војске, да би након тога постала грађанска болница. Током 1894. године у згради је уређена и освећена католичка собна капела. У периоду између два светска рата носила је назив Варошка грађанска болница.
Зграда старе болнице у Панчеву представља једну од најстаријих здравствених   установа Баната, а истовремено је и значајно архитектонско решење у којем је   пројектант успешно ускладио стилско - уметничке вредности објекта са, за оно   доба, изузетно савремено пројектованим пространим болничким просторијама које   су до данашњег дана задржале првобитну намену 

## Архитектура зграде
Зграда је монументална једноспратница са основом у облику ћирирличног слова „П”, са централним корпусом и бочним крилима. Изграђен је у класицистичком стилу и представља део комплекса болничких зграда које су смештене у парковско окружење. Главна фасада је симетрично компонована са наглашеним средишњим делом у виду ризалита који је издељен дорским пиластрима и завршава се троугаоним тимпаноном у коме је сат и натпис римским словима о години изградње објекта. 
Правоугаони прозори и на приземљу и на спрату постављени су у оси. Прозори на приземљу постављени су у степеноване полукружне нише. Приземље је од спрата одељено једноставним кордонским венцем док је кровни венац богато профилисан. Читав комплекс некада је био ограђен оградом од зидних стубаца између којих су поља од кованог гвожђа. Део те ограде постоји и данас у улици Паје Маргановића. 
На тргу испред зграде налази се скулптура која представља Стевана Шупљикца, постављена 2001. године, рад сликарке Оље Ивањицки. Испред споменика културе налази се и спомен-биста народног хероја Паје Маргановића, рад вајара Божидара Јововића. 